# جون ماسون (سياسي بريطاني)
جون ماسون (بالإنجليزية: John Mason)‏ هو سياسي بريطاني، ولد في 15 مايو 1957 في المملكة المتحدة. حزبياً، نشط في الحزب القومي الاسكتلندي. في 2008 Glasgow East by-election ‏، انتخب عضو برلمان المملكة المتحدة الـ54 عن دائرة غلاسكو الشرقية وقد انضم خلال فترته النيابية ‏ (25 يوليو 2008 – 12 أبريل 2010)  للكتلة البرلمانية الحزب القومي الاسكتلندي وفي 2016 Scottish Parliament election ‏، انتخب Member of the 5th Scottish Parliament ‏ عن دائرة Glasgow Shettleston (Scottish Parliament constituency) ‏ وقد انضم خلال فترته النيابية ‏ (5 مايو 2016 – )  للكتلة البرلمانية الحزب القومي الاسكتلندي وفي الانتخابات النيابية العمومية الاسكتلندية 2011 ‏، انتخب عضو البرلمان الاسكتلندي الرابع ‏ عن دائرة Glasgow Shettleston (Scottish Parliament constituency) ‏ وقد انضم خلال فترته النيابية ‏ (5 مايو 2011 – 24 مارس 2016)  للكتلة البرلمانية الحزب القومي الاسكتلندي.

## وصلات خارجية
- الموقع الرسمي